# Charlas
Charlas – miejscowość i gmina we Francji, w regionie Oksytania, w departamencie Górna Garonna.
Według danych na rok 1999 gminę zamieszkiwało 189 osób, a gęstość zaludnienia wynosiła 16 osób/km² (wśród 3020 gmin regionu Midi-Pireneje Charlas plasuje się na 867. miejscu pod względem liczby ludności, natomiast pod względem powierzchni na miejscu 980.).